# 中央人民政府教育部
中央人民政府教育部是根据1949年9月27日中国人民政治协商会议第一届全体会议通过的《中华人民共和国中央人民政府组织法》第十八条的规定，于1949年10月1日设置的一个中央人民政府政务院部门。1954年9月，第一届全国人民代表大会第一次会议在北京召开，会议通过了《中华人民共和国宪法》和《中华人民共和国国务院组织法》，成立中华人民共和国国务院。根据国务院《关于设立、调整中央和地方国家机关及有关事项的通知》，中央人民政府教育部即告结束。国务院按照《国务院组织法》的规定，将原中央人民政府教育部改为中华人民共和国教育部，接替相关工作，成为国务院组成部门。

## 部门工作
按照相关规定，中央人民政府教育部在政务院文化教育委员会的指导下展开工作。中央人民政府教育部作为国家行政机构，对全国范围内的教育事务以及语言文字工作进行统一领导和管理。

## 组织结构及历史
1949年10月1日，中央人民政府政务院设立中央人民政府教育部。
1950年至1951年间，中央人民政府教育部机关设置为办公厅和5个司：
- 中央人民政府教育部
  - 办公厅
  - 高等教育司
  - 中等教育司
  - 初等教育司
  - 社会教育司
  - 视导司

1952年11月15日，中央人民政府委员会第十九次会议决定，从中央人民政府教育部中分设中央人民政府高等教育部。
1954年时，中央人民政府教育部的机关设置调整为9个厅司级机关：
- 中央人民政府教育部
  - 办公厅
  - 计划财务司
  - 高等师范教育司
  - 中等师范教育司
  - 中等教育司
  - 小学教育司
  - 工农业余教育司
  - 民族教育司
  - 教学指导司
  - 体育指导处

## 历任部长
1. 马叙伦（1949年10月-1952年11月）
2. 张奚若（1952年11月-1954年9月）